# Războaiele religioase europene
Războaiele religioase europene au fost o serie de conflicte militare dintre Liga Catolică și Uniunea Protestantă, desfășurate de-a lungul secolelor XVI și XVII. Lupte după Reforma protestantă începută în 1517, războaiele au perturbat ordinea religioasă și politică în țările catolice din Europa, sau creștinătatea. Alte motive în timpul războaielor au implicat revoltă, ambiții teritoriale și conflicte ale Marii Puteri. Până la sfârșitul Războiului de Treizeci de Ani (1618–1648), Franța catolică se aliase cu forțele protestante împotriva monarhiei catolice habsburgice. Războaiele s-au încheiat în mare măsură prin pacea din Westfalia (1648), care a stabilit o nouă ordine politică care este acum cunoscută sub numele de suveranitatea Westfaliană.  Conflictele au început cu Revolta minoră a Cavalerilor (1522), urmată de Războiul țărănesc german mai mare (1524–1525) în Sfântul Imperiu Roman. Războiul s-a intensificat după ce Biserica Catolică a început Contrareforma în 1545 împotriva creșterii protestantismului. Conflictele au culminat cu Războiul de 30 de ani, care a devastat Germania și a ucis o treime din populația sa, o rată a mortalității de două ori mai mare decât a Primului Război Mondial.[2][4] Pacea din Westfalia a rezolvat în linii mari conflictele prin recunoașterea a trei tradiții creștine separate în Sfântul Imperiu Roman: romano-catolicismul, luteranismul și calvinismul.[5][6] Deși mulți lideri europeni au fost îmbolnăviți de vărsarea de sânge din 1648[7], războaiele religioase mai mici au continuat să fie purtate până în anii 1710, inclusiv războaiele celor Trei Regate (1639–1651) de pe Insulele Britanice, războaiele Savoyard-Waldens (1655). –1690), și războiul Toggenburg (1712) din Alpii de Vest.[2]